# Kundalini-Yoga

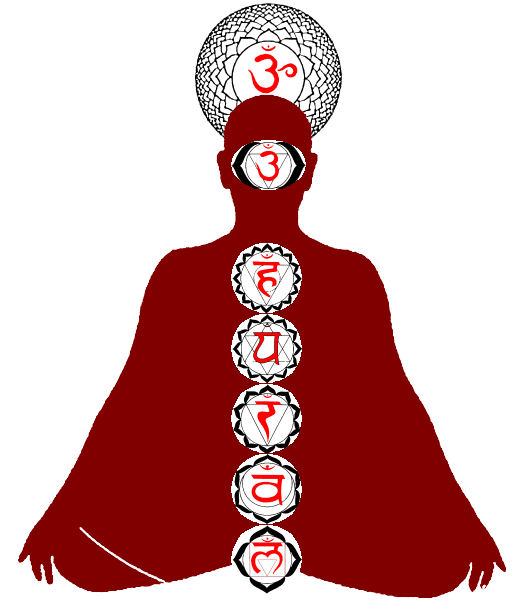
Die Chakren

Kundalini-Yoga ist eine Yoga-Praxis, die besonders im Tantrismus eine wichtige Rolle spielt. Ähnliche Formen sind Laya-Yoga oder Tantra-Yoga. Besondere Bekanntheit erreichte Kundalini-Yoga durch Yogi Bhajan. Inspiriert durch Sikh-Lehren und Hatha-Yoga entwickelte er ein eigenes Kundalini-Yoga, das er in der US-amerikanischen New-Age-Bewegung der 70er Jahre verbreitete. Ebenso spielt auch im Kriya Yoga die Kundalini eine Rolle.
Shakta-Tantra und Kundalini-Yoga wurden zum ersten Mal in der westlichen Kultur von Sir John Woodroffe unter dem Pseudonym „Arthur Avalon“ in dem Buch „The Serpent Power“ (1919) beschrieben. In dem Buch wurde teilweise einer der wichtigsten Texte des Kundalini-Yoga übersetzt: Das sechste Kapitel von Purnanandas Shritattvacintamani. Dieses Kapitel heißt 'Spiegel der sieben Chakren' (Satcakranirupana) und stellt die detaillierteste und einflussreichste Betrachtung zum Kundalini-Yoga dar.
Das Ziel des Kundalini-Yoga ist die Erweckung der Kundalini und ihr Aufsteigen durch die Chakren ins oberste Chakra, das Sahasrara, um Erleuchtung zu erfahren: denn im Tantra wird das als Erlangen oder Vereinigung mit Atman, dem kosmischen Bewusstsein (Shiva) mit der göttlichen Energie (Shakti) angesehen. Der Prozess der yogischen Praxis soll dazu dienen, die Nadis und die Chakren zu reinigen und Letztere zu öffnen, damit die aufsteigende Kundalini nicht blockiert wird. Mit jedem Chakra sind nach der tantrischen Lehre ein bestimmter Bewusstseinszustand und bestimmte Siddhi assoziiert. Zur Praxis gehören Asana, Pranayama, Mudras, Mantras und Visualisierungen.
Das Aufsteigen der Kundalini soll schließlich zu Samadhi und Mukti führen, und es wird angenommen, dass beide nicht ohne die Erweckung der Kundalini möglich seien. Auch andere Yogaformen wie Bhakti-Yoga oder Raja Yoga können nach den yogischen Lehren zum Aufstieg der Kundalini führen. Wichtig beim Erwecken der Kundalini ist nach diesen Lehren die Reinheit des Körpers, der Nadis, des Geistes und des Intellekts, so dass viele Methoden der vorbereitenden Reinigung dienen.
Im Hindu-Tantra werden viele Praktiken des Kundalini-Yoga nur an Eingeweihte weitergegeben.

## Kundalini-Yoga nach Yogi Bhajan
Im Westen sehr verbreitet ist eine Form des Kundalini-Yoga, das durch den Guru Yogi Bhajan gelehrt wurde. Im Gegensatz zum Hatha-Yoga sind die Übungen oft dynamische Bewegungsabläufe, aber auch dem Hatha-Yoga verwandte Asanas. Die Meditation legt den Fokus auf Mantren, die aus dem Sikhismus stammen und sich auf die heilige Schrift Adi Granth beziehen oder direkt aus ihr übernommen wurden (vgl. Mul Mantra), es gibt jedoch auch andere Meditationen. Auch Mudras, Pranayama, innere Konzentrationspunkte und Bandhas werden verwendet. Typisch für diese Form des Yoga ist die häufige Praxis des Feueratems.
Eine Übungsreihe wird als Kriya bezeichnet. Eine typische Kriya besteht z. B. aus 45 Minuten körperlichen Übungen und Haltungen, kombiniert mit Pranayama, Konzentration auf das sogenannte „Dritte Auge“, dem Mantra Sat Nam („wahre Identität“), auf das sich beim Einatmen und Ausatmen konzentriert wird. Dann folgen 15 Minuten Entspannung im Liegen und einer daran anschließenden Meditation (z. B. mit Mantren).
Im Rahmen dieser Schule des Yoga wird auch eine geistige Heilkunst, Gatka (Stock- und Schwertkampf), Yoga für Schwangere und yogische Ernährung und Lebensführung gelehrt.
Die Praxis dieser Yogaform hängt nicht von einer bestimmten Religion ab, ist aber von den Lehren des Sikhismus geprägt.